# Tour de Norvège (1983-1992)
Pour les articles homonymes, voir Tour de Norvège.
Le Tour de Norvège est une course cycliste par étapes masculine disputée en Norvège entre 1983 et 1992. La course n'est pas disputée entre 1986 et 1989. Un Tour de Norvège est réorganisé depuis 2011.

## Palmarès
| Année | Vainqueur          | Deuxième          | Troisième          |
| ----- | ------------------ | ----------------- | ------------------ |
| 1983  | Francesco Moser    | Per Christiansson | Kjell Nilsson      |
| 1984  | Dag Erik Pedersen  | Atle Kvålsvoll    | Sergei Ermatchenko |
| 1985  | Henk Lubberding    | Olaf Lurvik       | Dag-Erik Pedersen  |
| 1990  | Olaf Lurvik        | Dag Erik Pedersen | Mario Hernig       |
| 1991  | Dag Erik Pedersen  | Bjørn Stenersen   | Bo André Namvedt   |
| 1992  | Dag Otto Lauritzen | Bjørn Stenersen   | Dag Erik Pedersen  |